# Comté de Gladwin
Pour les articles homonymes, voir Gladwin.
Le comté de Gladwin (Gladwin County en anglais) est dans le nord-est de la péninsule inférieure de l'État du Michigan. Son siège est à Gladwin. Selon le recensement de 2000, sa population est de 26 023 habitants. 

## Géographie
Le comté a une superficie de 1 338 km2, dont 1 313 km2 en surfaces terrestres.

### Comtés adjacents
- Comté d'Ogemaw (nord-est)
- Comté d'Arenac (est)
- Comté de Bay (sud-est)
- Comté de Midland (sud)
- Comté de Clare (ouest)
- Comté de Roscommon (nord-ouest)

## Ville, villages et municipalités (townships)
- Beaverton, ville
- Gladwin, ville

### Villages
Aucun

### Municipalités (townships)
- Beaverton
- Bentley
- Billings
- Bourret
- Buckeye
- Butman
- Clement
- Gladwin
- Grim
- Grout
- Hay
- Sage
- Secord
- Sherman
- Tobacco